# Jayson More
Jayson W. „Jay“ More (* 12. Januar 1969 in Souris, Manitoba) ist ein ehemaliger kanadischer Eishockeyspieler, der im Verlauf seiner aktiven Karriere zwischen 1984 und 1999 unter anderem 437 Spiele für die New York Rangers, Minnesota North Stars, San Jose Sharks, Phoenix Coyotes, Chicago Blackhawks und Nashville Predators in der National Hockey League auf der Position des Verteidigers bestritten hat.

## Karriere
More spielte zunächst vier Jahre von 1984 bis 1988 in der Western Hockey League bei drei verschiedenen Mannschaften. Nachdem er im NHL Entry Draft 1987 in der ersten Runde an zehnter Position von den New York Rangers ausgewählt worden war, lieferte er in der darauffolgenden Saison 1987/88 sein bestes und produktivstes Jahr in der WHL ab mit 60 Punkten in 70 Spielen, aber auch 270 Strafminuten, was ihm die Berufung ins WHL West First All-Star Team.
Vor der Saison 1988/89 wechselte der Verteidiger in den Profibereich, da ihm die Rangers ein Vertragsangebot unterbreitet hatten. Sie setzten ihn jedoch vorerst in der International Hockey League bei den Denver Rangers ein, ehe er im weiteren Saisonverlauf sein erstes NHL-Spiel für das Team aus dem Big Apple bestritt. Es blieb sein einziges Spiel für die Rangers, da sie ihn im November 1989 im Tausch für Dave Archibald zu den Minnesota North Stars transferierten. Nach nur fünf NHL-Einsätzen für die North Stars wurde er nach einem Jahr zu den Montreal Canadiens, die ihn ausschließlich im American-Hockey-League-Farmteam ein. Da die Canadiens keine Verwendung für More fanden, ließen sie ihn im NHL Expansion Draft 1991 ungeschützt, wodurch ihn die San Jose Sharks, für deren Kaderaufstockung der Draft abgehalten wurde, auswählten. Gleich zur Saison 1991/92 erhielt der Kanadier einen Stammplatz im individuell schwach besetzten Sharks-Kader, dem er bis zum Ende der Spielzeit 1995/96 treu blieb. Seine beste Saison spielte er dabei 1991/92 mit 17 Punkten im Sommer 1996 musste More zu den New York Rangers zurückkehren, da ihn die Sharks, gemeinsam mit Brian Swanson und einem Draftrecht, für Marty McSorley eingetauscht hatten. Bei den Rangers erhielt More wieder deutlich weniger Einsätze als in San Jose und wurde bereits im Februar 1997 erneut Teil eines Wechselgeschäftes. Für Mike Eastwood und Dallas Eakins wechselte er zu den Phoenix Coyotes. Nach einem Jahr folgte der Transfer zu den Chicago Blackhawks, bei denen er aber nur bis zum Sommer 1998 blieb, da sein Vertrag ausgelaufen war. Als Free Agent unterschrieb er einen Vertrag bei den neu gegründeten Nashville Predators. 
Aufgrund einer am 10. Dezember 1998 im Spiel gegen die Florida Panthers erlittenen Kopfverletzung war er gezwungen nach nur 18 Spielen für Nashville seine Karriere vorzeitig zu beenden.

## Erfolge und Auszeichnungen
- 1988 WHL West First All-Star Team

## Karrierestatistik
(Legende zur Spielerstatistik: Sp oder GP = absolvierte Spiele; T oder G = erzielte Tore; V oder A = erzielte Assists; Pkt oder Pts = erzielte Scorerpunkte; SM oder PIM = erhaltene Strafminuten; +/− = Plus/Minus-Bilanz; PP = erzielte Überzahltore; SH = erzielte Unterzahltore; GW = erzielte Siegtore; 1 Play-downs/Relegation; Kursiv: Statistik nicht vollständig)